# Cyrtodactylus lawderanus
Espèce
Synonymes
- Gymnodactylus lawderanus Stoliczka, 1871
- Alsophylax himalayensis Annandale, 1913 (fide Smith, 1935)
- Gonydactylus lawderanus Kluge, 1991
- Cyrtopodion lawderanus Rösler, 2000
- Siwaligekko lawderanus Khan, 2003

Cyrtodactylus lawderanus est une espèce de geckos de la famille des Gekkonidae.

## Répartition
Cette espèce est endémique d'Inde. Elle se rencontre en Uttarakhand et en Himachal Pradesh.

## Étymologie
Cette espèce est nommée en l'honneur d'A. W. Lawder.

## Publication originale
- Stoliczka, 1871 : Notes on new or little-known Indian lizards. Proceedings of the Asiatic Society of Bengal, vol. 1871, p. 192-195 (texte intégral).